# Івченко Василь Миколайович
Василь Миколайович Івченко (нар. 1948) — український астроном, спеціаліст з фізики космічної плазми. Завідувач кафедри астрономії та фізики космосу КНУ імені Тараса Шевченка. Лауреат Державної премії України в галузі науки і техніки (2008)

## Біографія
Народився 9 червня 1948 року в селі Коржі в Київській області.
В 1966—1971 роках навчався на кафедрі астрономії Київського державного університету імені Т. Г. Шевченка.
В 1971—1973 роках працював на кафедрі астрономії. В 1972 році спільно з О. Т. Несмяновичем, О. С. Поповим і М. І. Дзюбенком виконував договірні науково-дослідні роботи на кафедрі астрономії та фізики космосу Київського університету з метою проведення перших активних експериментів в іоносфері та магнітосфері Землі.
В 1973—1976 роках навчався в аспірантурі. 1976 року захистив кандидатську дисертацію «Оптичні спостереження ефектів введення електронних пучків в керованих космічних експериментах».
З 1976 року викладає на кафедрі астрономії фізичного факультету Київського університету. Проходив курси підвищення кваліфікації в Московському університеті (1980) і в Манчестерському університеті (1984—1985). В кінці 1995 року став завідувачем кафедри астрономії Київського університету імені Тараса Шевченка.
У 2000 році захистив у Головній астрономічній обсерваторії НАНУ дисертацію «Плазмові збурення природного та штучного походження в навколоземному космічному просторі» і став доктором фізико-математичних наук за спеціальністю «геліофізика і фізика Сонячної системи».
У 2000 та 2009 роках обирався до складу Ради Української астрономічної асоціації. Є Почесним членом Української астрономічної асоціації.

## Наукові результати
Наукові інтереси Івченка включають космічну плазму, радіоастрономію, сонячну корону, земну магнітосферу, активні експерименти в верхніх шарах земної атмосфери. Він дослідив великомасштабну конвекцію в земній магнітосфері та експериментально підтвердив гіпотезу критичної (альвенівської) іонізації в космічних умовах.

## Відзнаки
- Медаль ради «Інтеркосмос» (1975)[5]
- Медаль Національного центру космічних досліджень (CNES, Франція, 1975)[5]
- Бронзова медаль ВДНГ СРСР (1981)[5]
- Медаль Федерації космонавтики України (1997)[5]
- Державна премія України в галузі науки і техніки за роботу «Космічні системи, прилади та методи діагностики електромагнітних полів у геокосмосі» (2008)[1].
- Відмінник освіти України (2008)[5]
- Подяка Президента України (2009)[5]
- Астероїд (546186) Vasylivchenko, відкритий в Андрушівській астрономічній обсерваторії, названий на його честь.